# Opération Steel Box

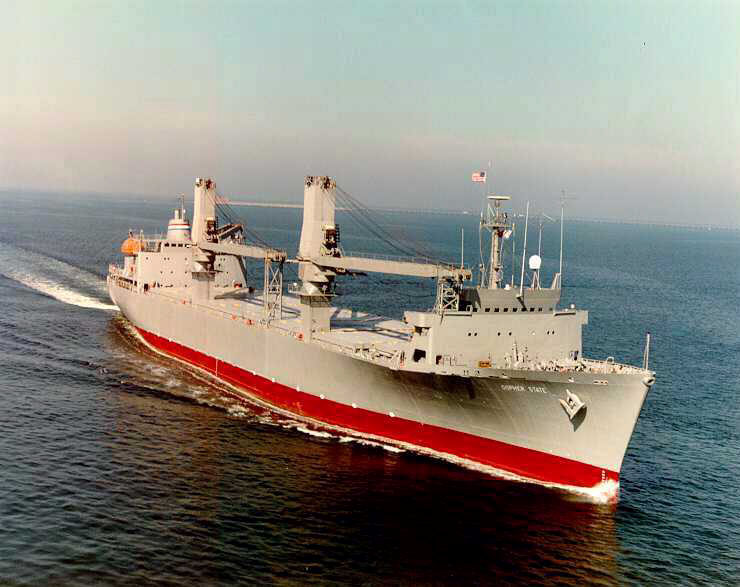
SS Gopher State, un des deux navires qui transportaient les armes chimiques à atoll Johnston.

L’opération Steel Box (« boîte en acier »), également connu sous le nom d’opération Golden Python, fut une opération militaire conjointement menée par les États-Unis et l'Allemagne de l'Ouest en 1990 ayant pour but le transfert d'environ 100 000 munitions chimiques américaines de leur site de stockage allemand à l'atoll Johnston pour qu'elles soient détruites.

## Contexte
Le dépôt de l'armée américaine près de Clausen en Allemagne de l'Ouest contenait près de 100 000 munitions chimiques américaines aux gaz VX et au sarin. Les armes de ce dépôt devait être déplacées en raison d'un accord de 1986 entre les Ronald Reagan (États-Unis) et Helmut Kohl (Allemagne de l'Ouest).

## L'opération

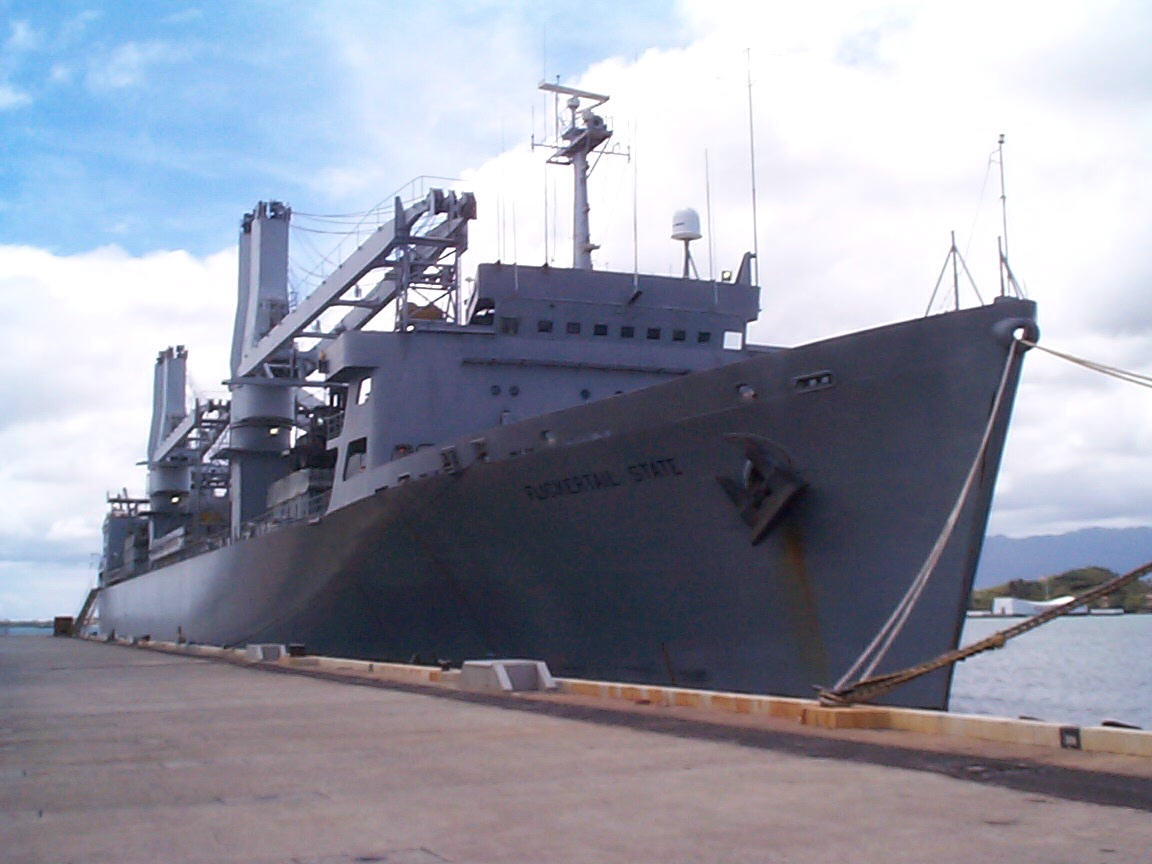
SS Flickertail State, l'autre navire de transport.

L'opération Steel Box a commencé le 26 juillet 1990 et pris fin le 22 septembre 1990, mais les armes ne sont parvenus à leur destination finale qu'en novembre,. Le transfert du dépôt à une installation intermédiaire de Bruchmühlbach-Miesau fut fait grâce à vingt-huit convois de camions avant que les armes ne soient placées sur des trains. L'opération nécessita des employés civils et des militaires américains et ouest-allemands. Les munitions ont été transportées par train spécial de Bruchmühlbach-Miesau au port de Nordenham. Le transport ferroviaire a été très médiatisé et escorté par quatre-vingt véhicules militaires et policiers. Au port, les munitions ont été embarqués sur deux navires, le SS Gopher State et le SS Flickertail State. Les navires étaient gérés par le Military Sealift Command, et à la sortie du port de Nordenham, ils ont navigué pendant 
quarante-six jours consécutifs,. Leur destination était l'atoll Johnston où se situait le Johnston Atoll Chemical Agent Disposal System pour y être ensuite détruit.

## Réactions et questions

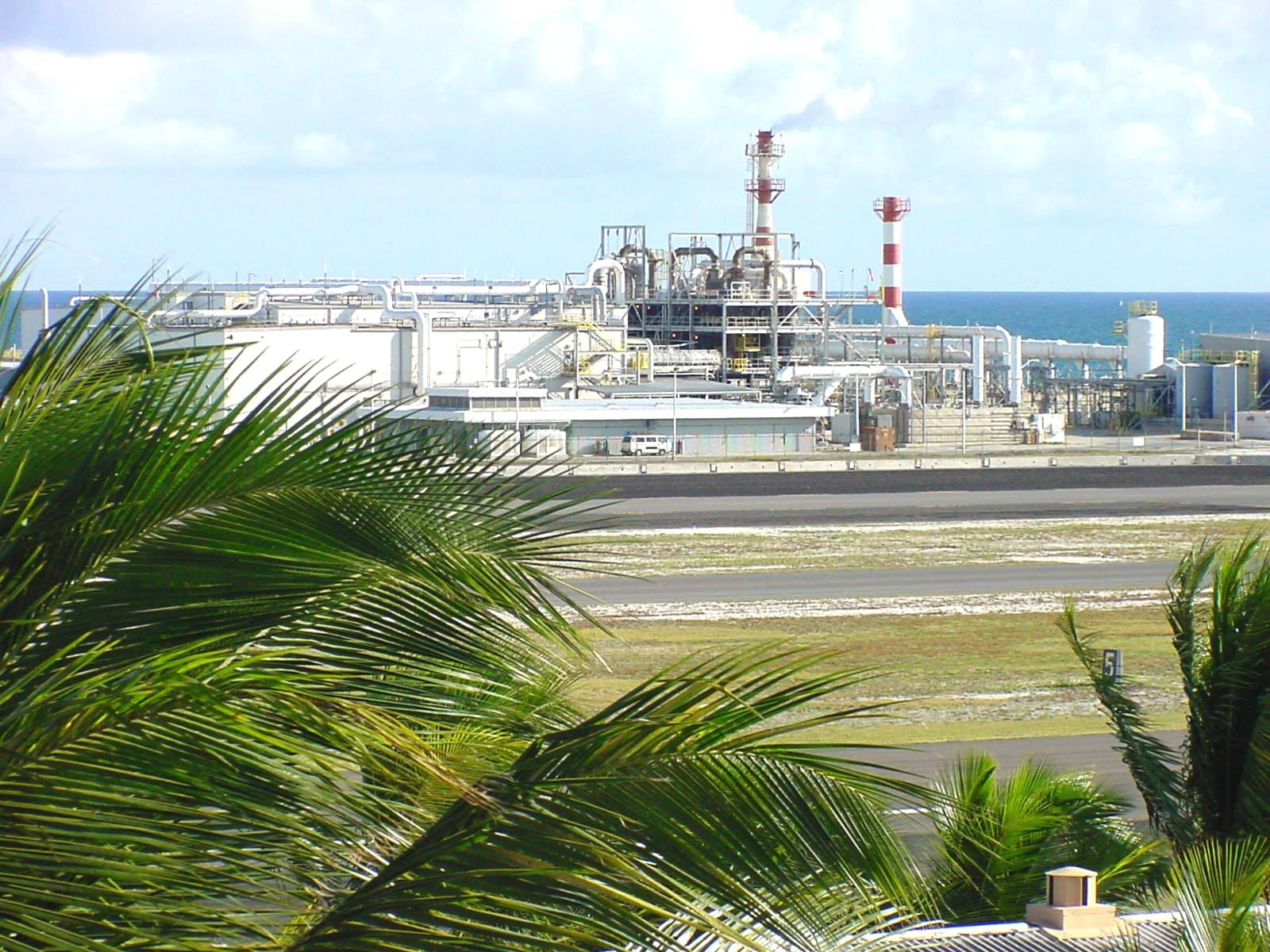
Le Johnston Atoll Chemical Agent Disposal System (JACADS) avant sa démolition en 2000.

### La sécurité et l'intervention d'urgence
La sécurité et possibilité d'intervenir rapidement ont été les préoccupations principales au cours de l'opération. Outre la police et l'armée pour escorter les trains et les convois routiers, l'espace aérien au-dessus d'eux était restreint. Le long de la route, des équipes d'intervention d'urgence étaient prêtes en cas de besoin. Les quarante-six jours en mer ont été réalisés sans escale, avec des ravitaillements en mer le long de l'itinéraire. Les navires ont également été escortés par des destroyers de l'US Navy. Les navires de transport évitèrent le canal de Suez pour des raisons de sécurité, et ont pris la route vers du cap Horn. Il n'a pas été signalé de fuite ou de violation des procédures concernant la sécurité au cours de cette phase.

### Réaction internationale
En 1990, les transferts d'agents neurotoxiques d'Allemagne vers le Pacifique ont causé une désapprobation dans plusieurs nations du Pacifique Sud. Lors du Forum des îles du Pacifique de 1990 à Vanuatu, les nations insulaires du Pacifique Sud ont indiqué leur préoccupation que le Pacifique Sud devienne un lieu de stockage de déchets toxiques. D'autres préoccupations ont été soulevées concernant la sécurité des convois, ravitaillé en mer et escorté par des destroyers, lorsqu'ils étaient en route vers l'atoll Johnston. En Australie, le Premier ministre Bob Hawke a attiré les critiques de certaines de ces nations océaniques pour son soutien à la destruction des armes chimiques dans l'atoll Johnston.